# 3179 Beruti
3179 Beruti је астероид главног астероидног појаса чија средња удаљеност од Сунца износи 3,092 астрономских јединица (АЈ).
Апсолутна магнитуда астероида је 11,9.